# Ampezzaner Dolomiten
Die Ampezzaner Dolomiten (italienisch Dolomiti Ampezzane) sind eine Untergruppe der Dolomiten in Italien. Sie befinden sich in der italienischen Region Venetien. Teile der Ampezzaner Dolomiten gehören als Teil der von der UNESCO unter „Nördliche Dolomiten“ zusammengefassten Dolomitengruppen seit 2009 zum UNESCO-Welterbe Dolomiten. Die Abgrenzung und die zu den Ampezzaner Dolomiten zählenden Berggruppen werden in der Literatur unterschiedlich behandelt.

## Geographie

### Lage
Die Gebirgsgruppe liegt in der Provinz Belluno im oberen Valle del Boite und erstreckt sich um den Talkessel von Cortina d’Ampezzo, auch als Ampezzaner Becken bezeichnet.

### Abgrenzung
Die Abgrenzung der Ampezzaner Dolomiten folgt der unter anderem nach SOIUSA vorgeschlagenen Untergliederung der Gruppe. Im Osten grenzt der Übergang Col Sant’Angelo am Misurinasee, der das Val d’Ansiei mit dem Val Popena und dem Höhlensteintal verbindet die Ampezzaner Dolomiten von den Sextner Dolomiten ab. Im Norden bildet der Pass Im Gemärk die Grenze zu den Pragser Dolomiten. Nordwestlich grenzt die Gruppe im Val Travenanzes und der Forcella Bois sowie am westlich davon gelegenen Passo di Falzarego zur Fanesgruppe, die nach SOIUSA zu den östlichen Gadertaler Dolomiten zählt.
Im Südwesten bildet das Val Fiorentina mit dem gleichnamigen Torrente die Grenze zur Civettagruppe und den Zoldiner Dolomiten. Die östlich davon gelegene Forcella Forada und der nach Osten über das Val Forada in den Boite abfließende Rio Orsolina stellen die Grenze zum Monte Pelmo dar. Auf der gegenüberliegenden Ostseite des Valle del Boite bildet die Forcella Grande und das vom Übergang in Richtung Osten in das Val d’Ansiei verlaufende Val di San Vito die Grenze zu den südlich davon gelegenen Cadorischen Dolomiten.
Administrativ teilen sich die Ampezzaner Dolomiten auf die fünf Belluneser Gemeinden Auronzo di Cadore, Colle Santa Lucia, Cortina d’Ampezzo, Livinallongo del Col di Lana und San Vito di Cadore auf. Ein kleiner im Nordosten gelegener Teil in der Cristallogruppe gehört zur Südtiroler Gemeinde Toblach.

### Gliederung
Die Ampezzaner Dolomiten setzen sich aus mehreren Berggruppen zusammen. Die Zuordnung der Gruppen ist dabei nicht einheitlich. In der Alpenvereinseinteilung der Ostalpen (AVE) werden offiziell keine Untergruppen der Dolomiten unterschieden. In einigen Fällen, insbesondere in der deutschsprachigen Literatur, wird auch der Antelao zu den Ampezzaner Dolomiten gezählt, zugleich aber die nördlich des Antelao gelegene Marmarole-Gruppe nicht dazu gezählt. Nach SOIUSA und de Battaglia – Marisaldi gehören beide zu den Cadorischen Dolomiten. Auch Avoscan und Francescon zählen weder Antelao noch Marmarole zu den Ampezzaner Dolomiten. Die höchste Erhebung ist je nach Abgrenzung die Tofana di Mezzo mit 3244 m s.l.m. oder der Antelao mit 3264 m s.l.m.
Einhellig werden folgende sechs Gruppen den Ampezzaner Dolomiten zugeordnet. Nach SOIUSA lassen sich diese noch in östliche und westliche Ampezzaner Dolomiten untergliedern, je nachdem, ob sie östlich oder westlich des Flusses Boite liegen.

#### Cristallogruppe
Die Cristallogruppe liegt nordöstlich von Cortina d’Ampezzo und gehört zu den östlichen Ampezzaner Dolomiten. Sie grenzt im Norden an die Pragser und im Osten an die Sextner Dolomiten.

#### Sorapissgruppe
Östlich von Cortina und südlich der Cristallogruppe gelegen und Teil der östlichen Ampezzaner Dolomiten. Die Sorapiss-Gruppe grenzt im Süden an die Cadorischen und im Osten an die Sextner Dolomiten.

#### Pomagagnongruppe
Nördlich von Cortina zwischen Cristallogruppe im Osten und Boite im Westen gelegen. Die Pomagagnongruppe, auch Pomagagnonzug, wird zum Teil auch als Untergruppe der Cristallogruppe angesehen.

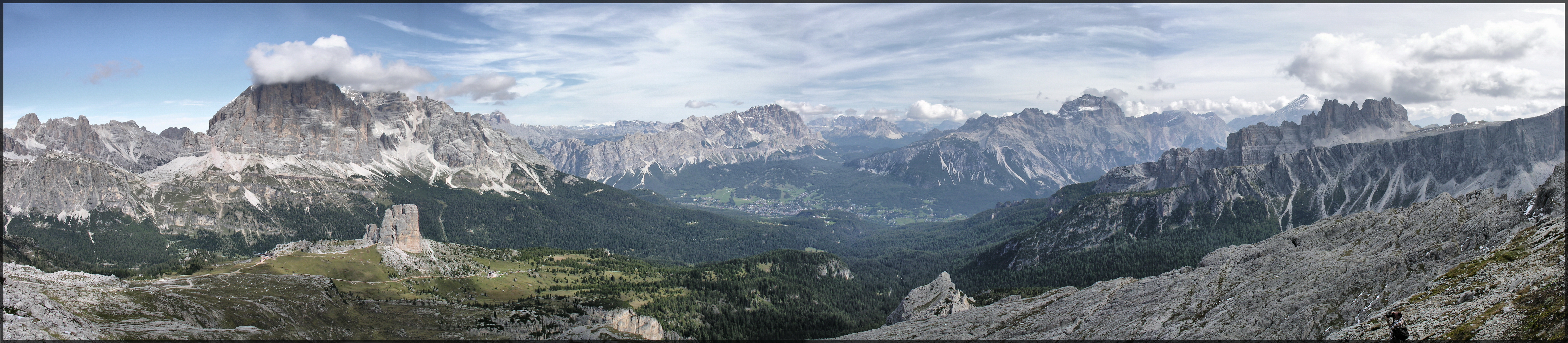
Das Ampezzaner Becken im Val del Boite vom Monte Nuvolau. Links wolkenverhüllt die Tofane, davor die Cinque Torre. Links der Bildmitte der Pomagagnonzug und die Cristallogruppe, rechts davon der Sorapiss und davor die Croda-da-Lago-Gruppe

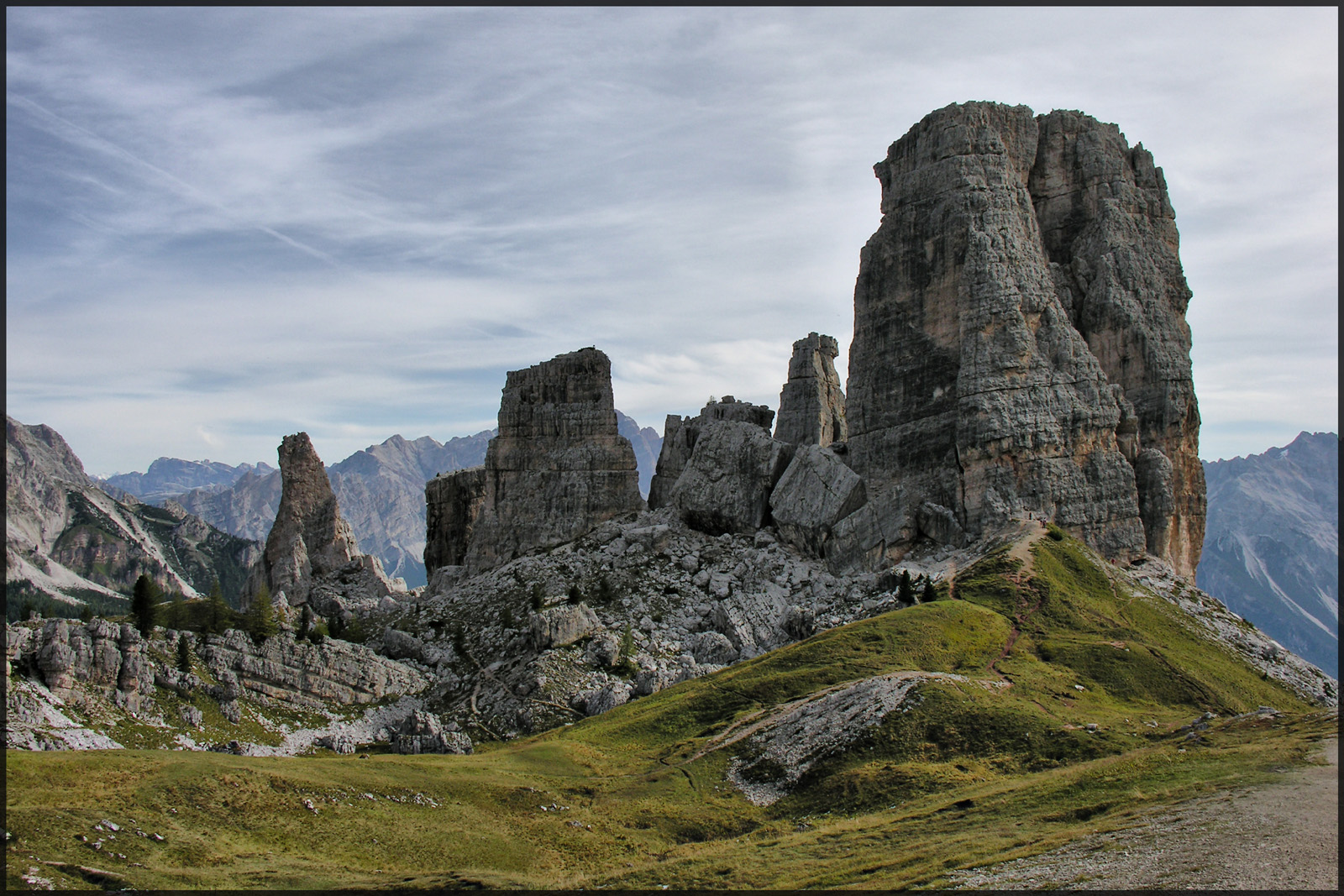
Cinque Torri
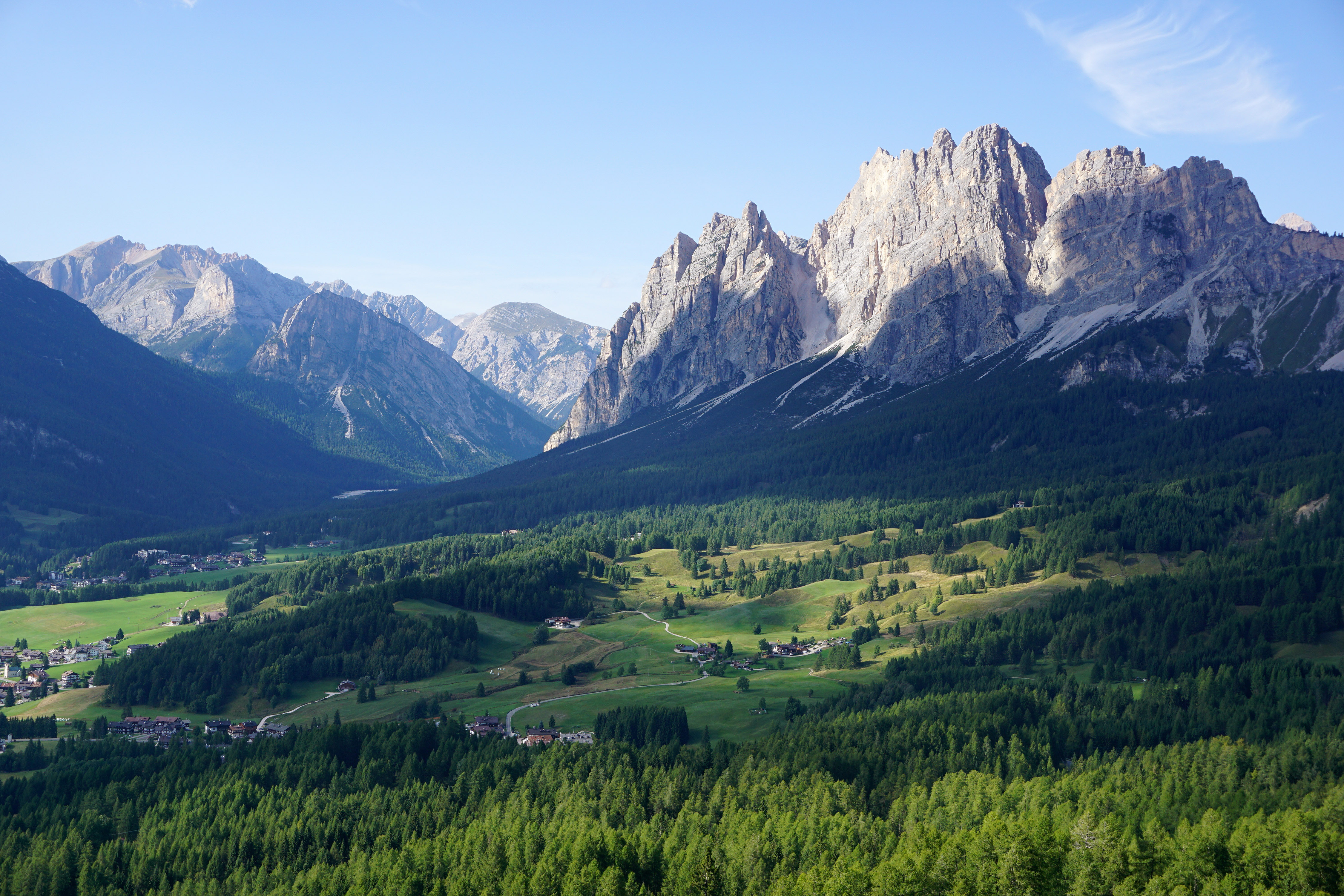
Ampezzaner Becken und Pomagagnonzug
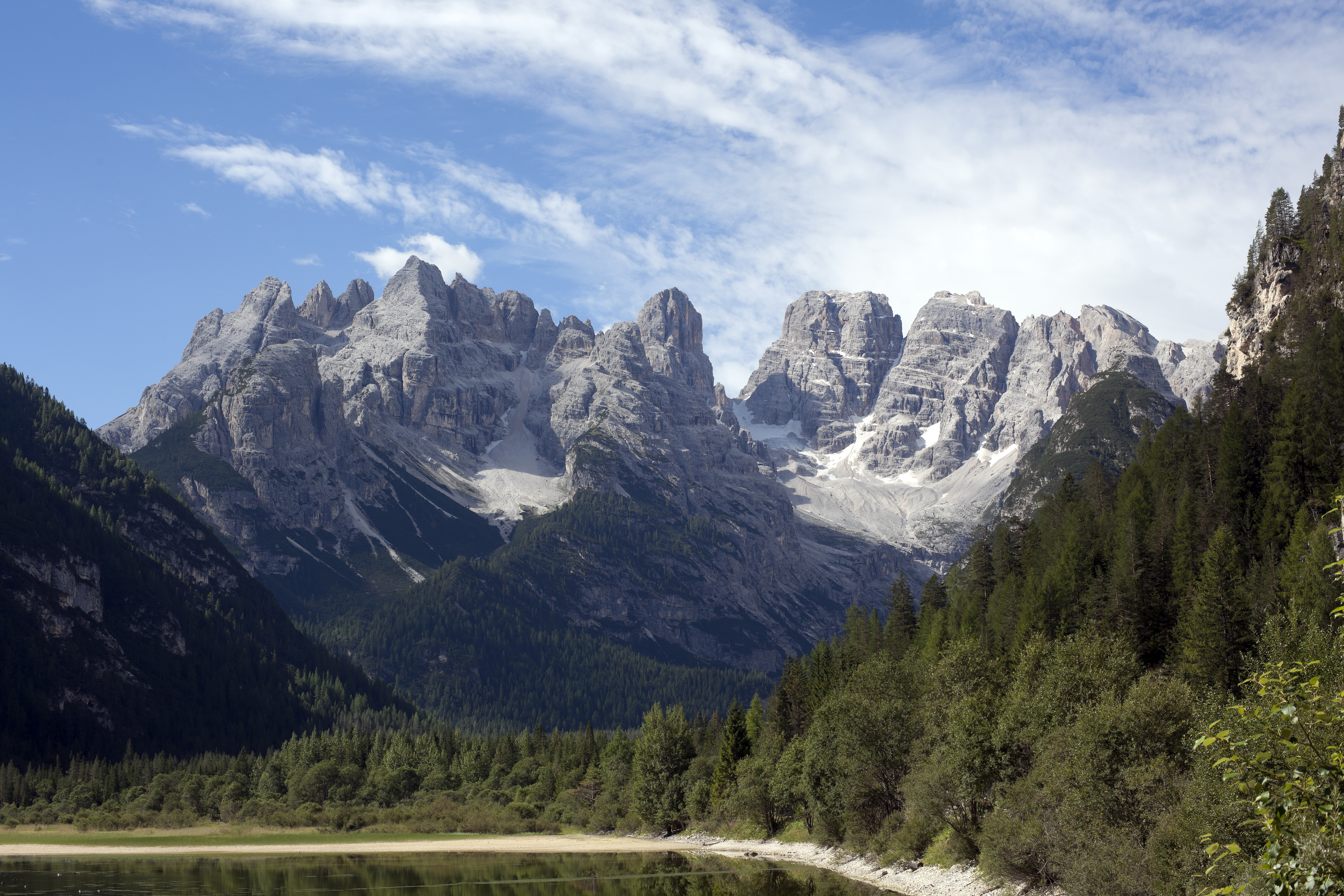
Cristallogruppe vom Dürrensee
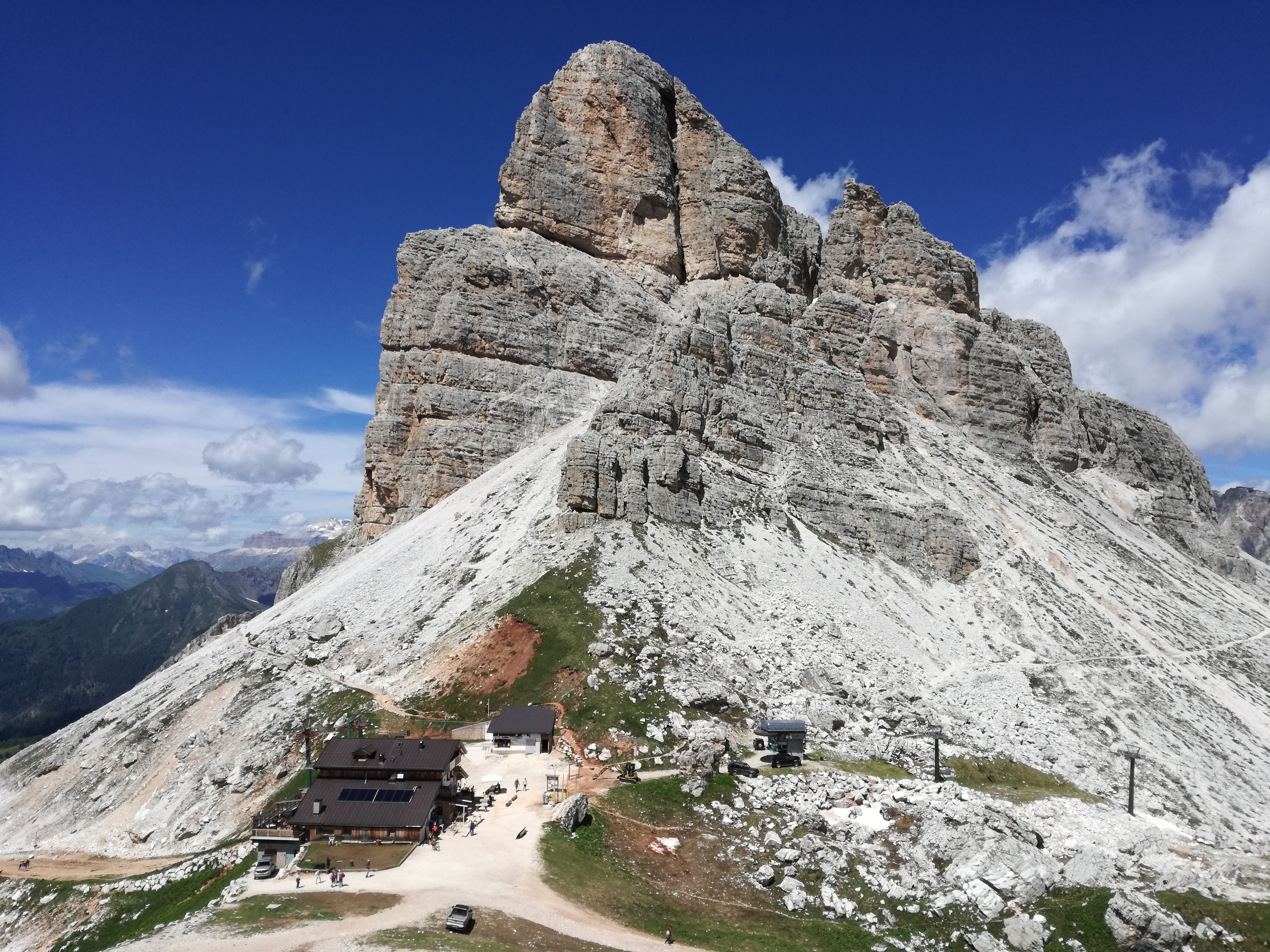
Monte Averau mit Rifugio Averau
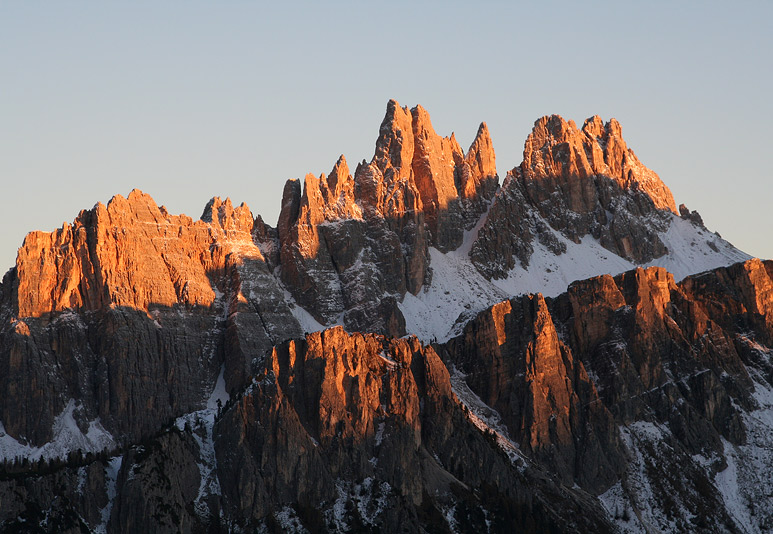
Croda da Lago

#### Tofane
Westlich des Boite und nordwestlich von Cortina gelegen. Die Tofane werden im Westen vom Val Travenanzes von der Fanesgruppe abgegrenzt.

#### Nuvolaugruppe
Südwestlich von Cortina und südlich der Tofane gelegen. Die Nuvolaugruppe grenzt im Nordwesten und Westen an die Fanesgruppe sowie im Südwesten an die Marmolatagruppe.

#### Croda-da-Lago-Gruppe
Südlich von Cortina gelegene Gruppe. Die Croda-da-Lago-Gruppe grenzt im Nordwesten am Passo di Giau an die Nuvolaugruppe und südlich an den Monte Pelmo. Im Osten grenzt das Boitetal die Gruppe vom Sorapiss und im Südosten vom Antelao ab.

### Gipfel
- Tofana di Mezzo, 3244 m – Tofane
- Monte Cristallo, 3221 m – Cristallogruppe
- Punta Sorapiss, 3205 m – Sorapissgruppe
- Cima d’Ambrizzola, 2715 m – Croda-da-Lago-Gruppe
- Monte Averau, 2649 m – Nuvolaugruppe
- Pomagagnon, 2450 m – Pomagagnongruppe

## Gewässer

### Flüsse
Die Ampezzaner Dolomiten liegen zum größten Teil im Einzugsgebiet des Piave. Lediglich der zwischen den Wasserscheiden Im Gemärk und Col Sant’Angelo gelegene nordöstliche Bereich mit der Nord- und Ostseite der Cristallogruppe entwässert über Zuflüsse der Rienz in die Etsch. Der Großteil der Gruppe entwässert über den Boite einem linken Zufluss des Piave. Die Nuvolaugruppe und die Croda-da-Lago-Gruppe zum Teil auch über den Cordevole und die Cristallogruppe teilweise über den Ansiei, der ebenfalls ein linker Nebenfluss des Piave ist.

### Seen
In den Ampezzaner Dolomiten gibt es zahlreiche kleinere Bergseen. Über 1900 m Höhe finden sich sieben, darunter zehn Seen. Daneben gibt es noch eine unzählige Anzahl von Feuchtgebieten, in denen sich nach der Schneeschmelze und nach längeren Regenperioden oder stärkeren Regenfällen Wasserflächen bilden, die in Trockenperioden wieder verschwinden. Der größte See, der vollständig in den Ampezzaner Dolomiten liegt, ist der Lago di Federa in der Croda-da-Lago-Gruppe mit einer Fläche von etwa 3,4 ha. Der zweitgrößte der Lago di Sorapiss mit einer Fläche von etwas mehr als 3 ha. Am Col Sant’Angelo an der Grenze zwischen den Ampezzaner Dolomiten und den Sextner Dolomiten liegt der Misurinasee mit einer Fläche 14 ha.

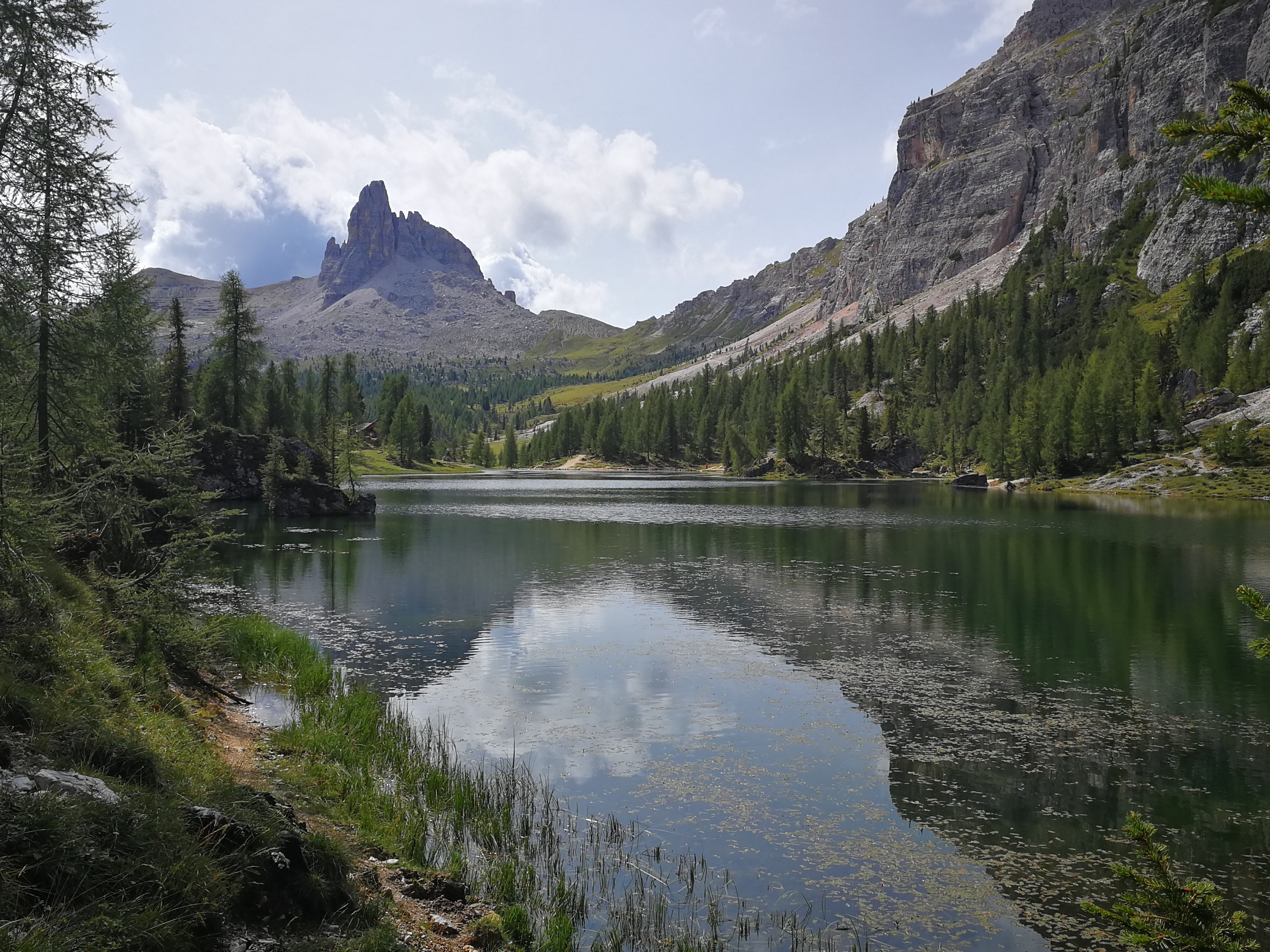
Lago di Fedèra
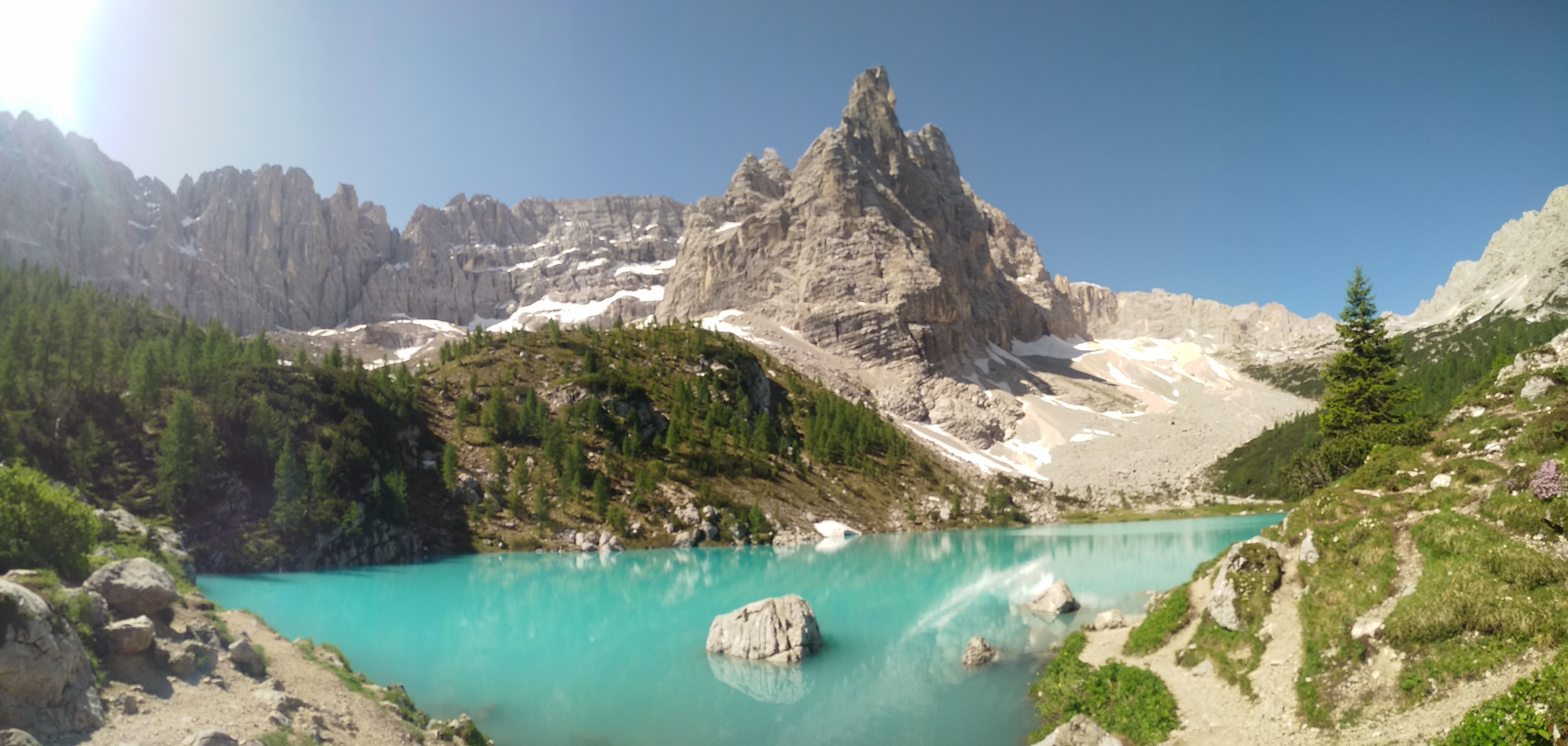
Lago Sorapiss mit dem Dito di Dio
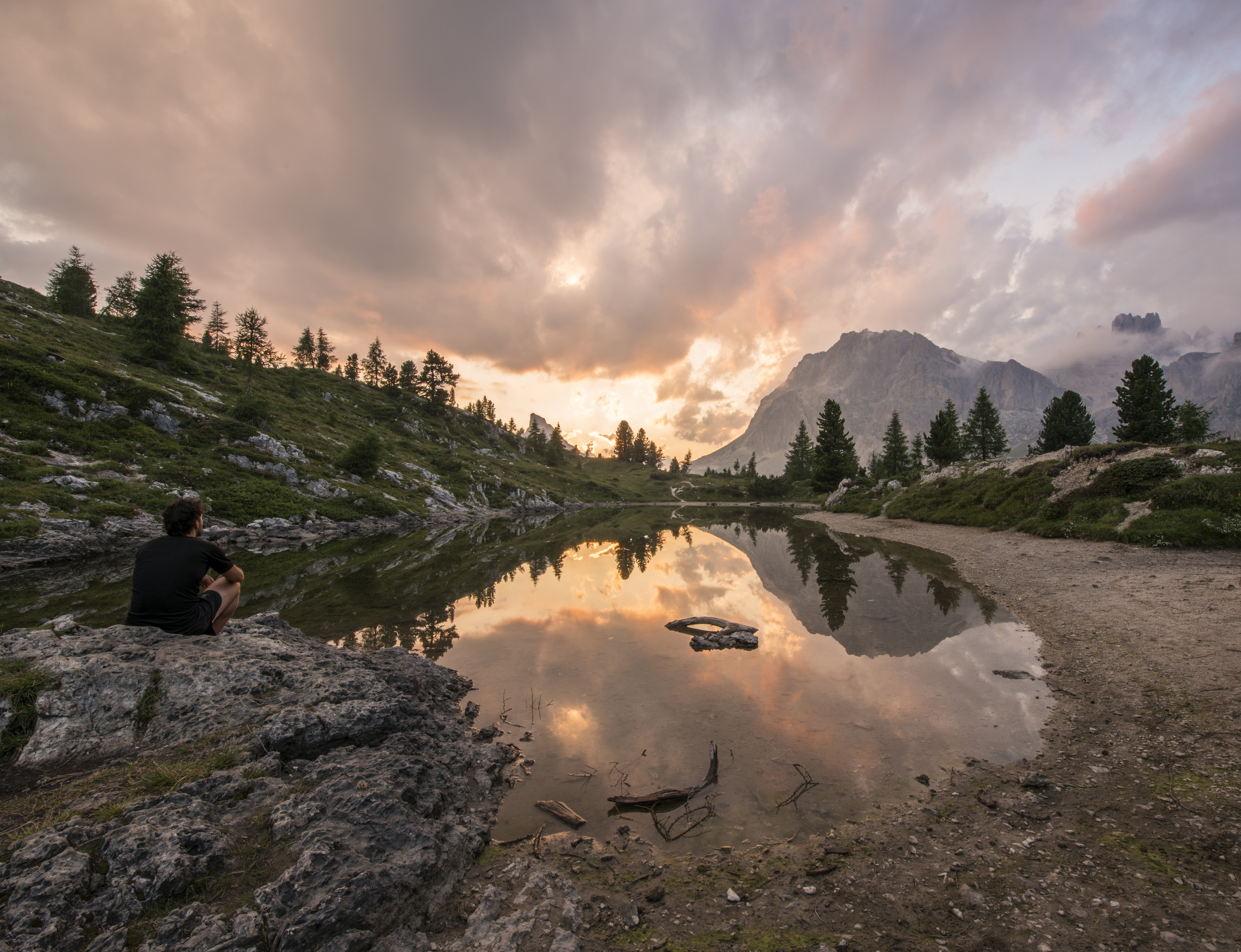
Lago di Limedes
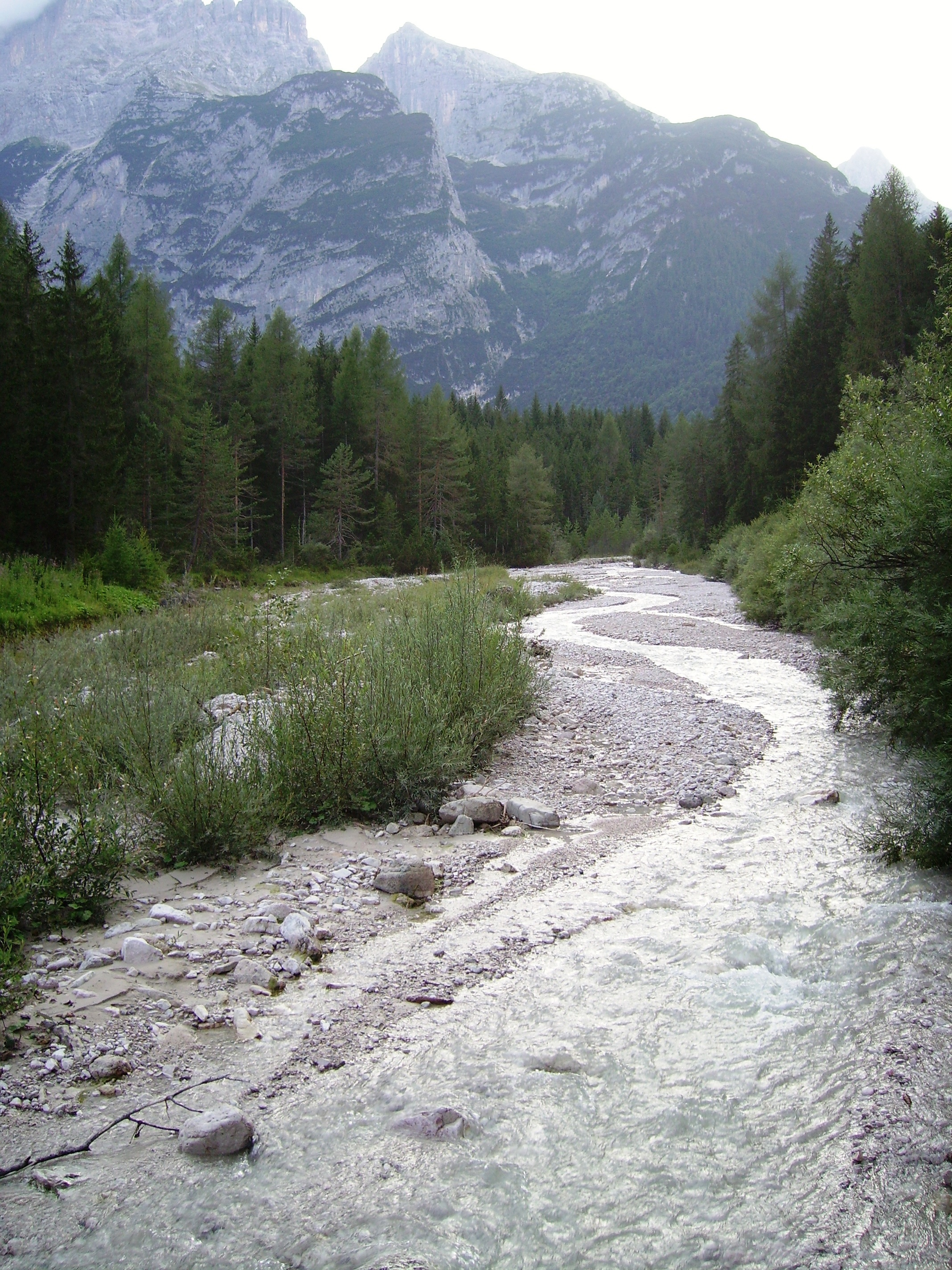
Torrente Ansiei

### Gletscher
Im Kataster der italienischen Gletscher sind 2016 für den Bereich der Ampezzaner Dolomiten insgesamt zwölf kleinere Gletscher oder Gletscher ähnliche Fläche ausgewiesen. Diese verteilen sich auf die drei Gruppen Cristallo (drei Gletscher), Tofane (vier Gletscher) und Sorapiss (fünf Gletscher). Die drei Gletscherflächen des Antelao sind unter dem nach SOUISA aufgegliederten Ampezzaner Dolomiten nicht erwähnt. Der größte Gletscher ist der Cristallo-Gletscher, der 2009 eine Fläche von 24 ha besaß. Im Vergleich zum vorherigen in den 1960er Jahren erstellten Kataster hat sich die Anzahl der Gletscher in den oben genannten Gruppen sogar erhöht, da sich einige größere Gletscher aufgeteilt haben und keine durchgehende Gletscherfläche mehr bilden. Insgesamt ist die Gletscherfläche in den Ampezzaner Dolomiten seit den 1960er Jahren in der Cristallo-Gruppe und in den Tofanen um 34 %, im Sorapiss um 28 % zurückgegangen.

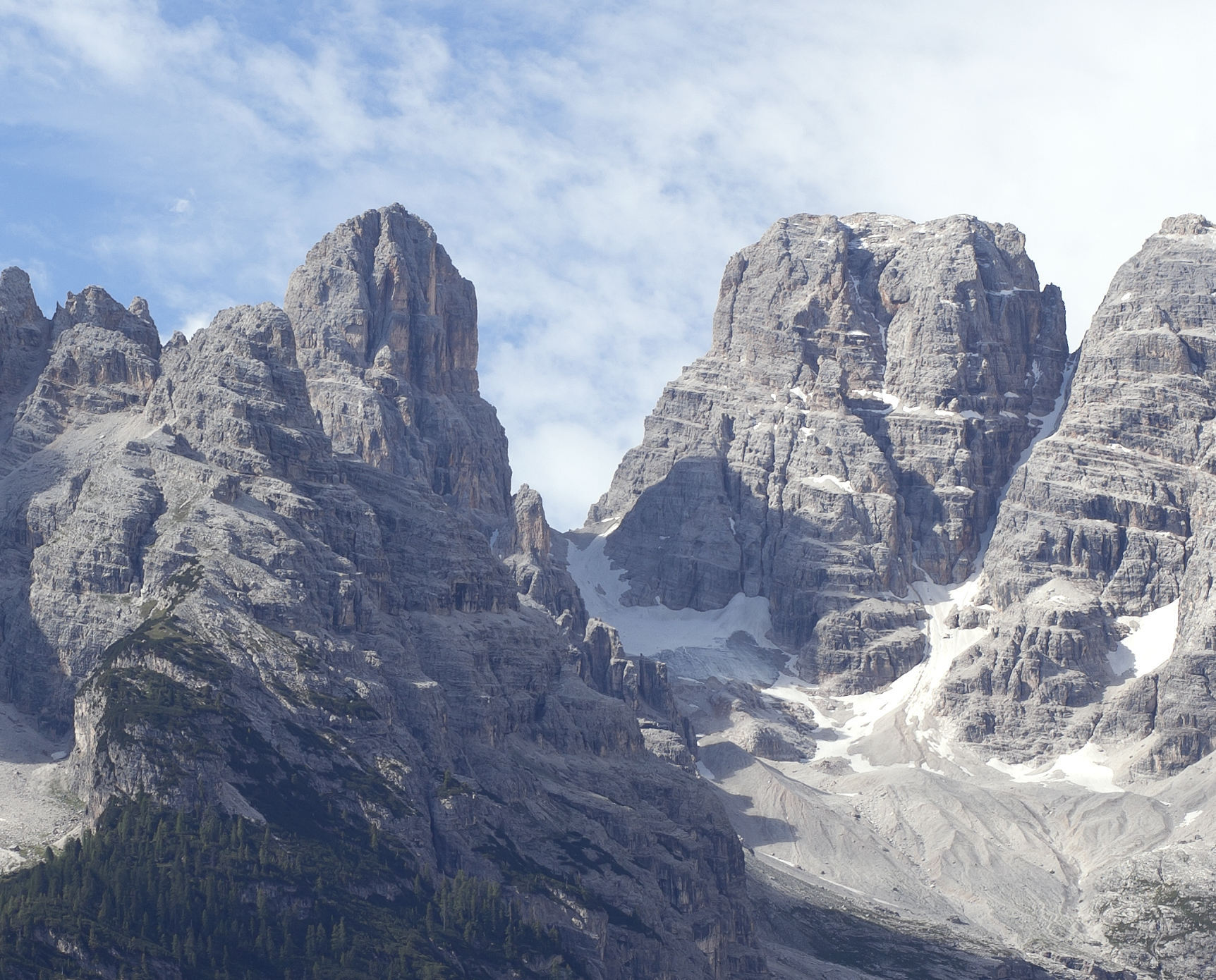
Der Cristallo-Gletscher 2011 zwischen Monte Cristallo rechts und Piz Popena links
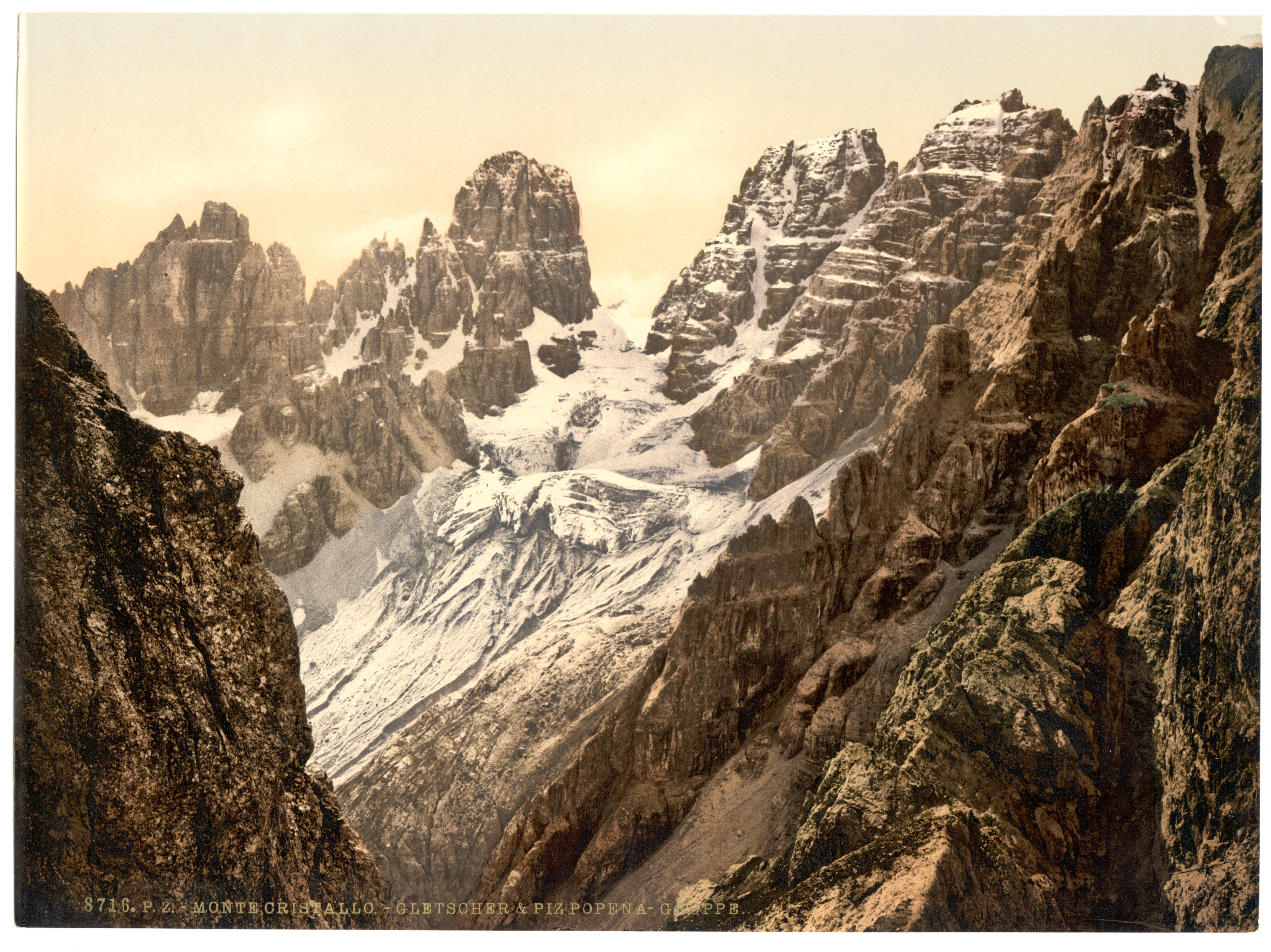
Der Cristallo-Gletscher in den 1890er Jahren

## Natur

### Flora
Die unterschiedlichen Vegetationsstufen der Ampezzaner Dolomiten, die von der nivalen Hochgebirgsstufe bis zur Montanstufe reichen, bilden den Lebensraum für etwa 1160 Arten von Gefäßpflanzen. Den größten Anteil haben die Blütenpflanzen mit über 1000 Arten, wovon um die 150 in Venetien oder Italien auf der roten Liste stehen. Zahlreiche Arten stehen unter Schutz, darunter allein 35 Orchideengewächse, wie der Gelbe Frauenschuh.
Die alpinen Hochwälder weisen teilweise einen jahrhundertealten Baumbestand an Zirbelkiefern und Lärchen auf, wobei einzelne Bäume sogar über 500 Jahre alt sind. Einige Waldflächen, die sich im Gemeinschaftsbesitz der Regole befinden, werden seit 300 Jahren nicht bewirtschaftet. In den tieferen Lagen finden sich Mischwälder mit Weißtannen und Buchen.
Bergwiesen und alpine Matten sind der Lebensraum für einige seltene Pflanzen, wie dem Kärntner Tauernblümchen oder dem Berg-Pippau. Auf Feuchtwiesen kommen der Große Wiesenknopf und das Nordische Labkraut vor, die in Venetien lange Zeit als ausgestorben galten. Anzutreffen sind auch die seltene Einknollige Honigorchis und die Sibirische Schwertlilie.
Da im letzteiszeitlichen Maximum die Hochlagen der Ampezzaner Dolomiten eisfrei blieben, finden sich hier einige geobotanische Reliktarten wie das Dolomiten-Felsenblümchen oder Facchinis Steinbrech, der in Venetien nur in den westlichen Ampezzaner Dolomiten in den Tofane vorkommt.

### Fauna
Trotz anthropogener Einflüsse bedingt durch die touristische Bedeutung und Erschließung der Ampezzaner Dolomiten, kann die Gruppe aufgrund der vielen unterschiedlichen Habitate eine reichhaltige und vielseitige Fauna aufweisen. Einen bedeutenden Einfluss auf die Erhaltung der Lebensräume übt die seit Jahrhunderten gemeinschaftlich geregelte Nutzung der Weide- und Waldflächen durch die Regole d’Ampezzo.
In den Ampezzaner Dolomiten kommen fast alle in den Alpen vorkommenden Arten vor. Zur Biodiversität tragen 160 Wirbeltierarten bei, darunter 31 Säugetier-, 113 Vögel- sowie 16 auf Amphibien, Reptilien und Fischen aufgeteilte Spezies. Größere Raubtiere, wie der Braunbär, Eurasischer Luchs, Goldschakal oder Greifvögel wie der Bartgeier und Gänsegeier haben sich bislang nur zeitweise in den Ampezzaner Dolomiten aufgehalten.
Zu den besonders schützenswerten Arten, die in den Ampezzaner Dolomiten vorkommen, gehören der in Italien seltene Wachtelkönig und der Baumschläfer.

### Schutzgebiete
Der nördliche Bereich der Ampezzaner Dolomiten ist Teil des Naturparks Dolomiti d’Ampezzo. Darunter fallen vollständig die Tofane und Teile der Cristallo-Gruppe sowie weitere Gruppen, wie beispielsweise die Fanesgruppe, die nicht zu dem Ampezzaner Dolomiten zählen. Seit 2003 ist der Park zusätzlich als Natura 2000 Schutzgebiet ausgewiesen. Im FFH-Gebiet Dolomiti d’Ampezzo (WDPA-ID 555580642) sind auf Basis des Anhang I der FFH-Richtlinie insgesamt 17 Lebensraumtypen verzeichnet. Unter den schützenswerten Vogelarten werden 29 Spezies aufgelistet.
Die Sorapiss-Gruppe bildet mit den Marmarole und dem Antelao das FFH-Gebiet Gruppo Antelao - Marmarole - Sorapis (WDPA-ID 555540205), das in Teilen ebenfalls in die Ampezzaner Dolomiten fällt. In das FFH-Gebiet Monte Pelmo - Mondeval - Formin (WDPA-ID 555528630) fallen Teile der Nuvolau- und der Croda-da-Lago-Gruppe im Südwesten der Ampezzaner Dolomiten.

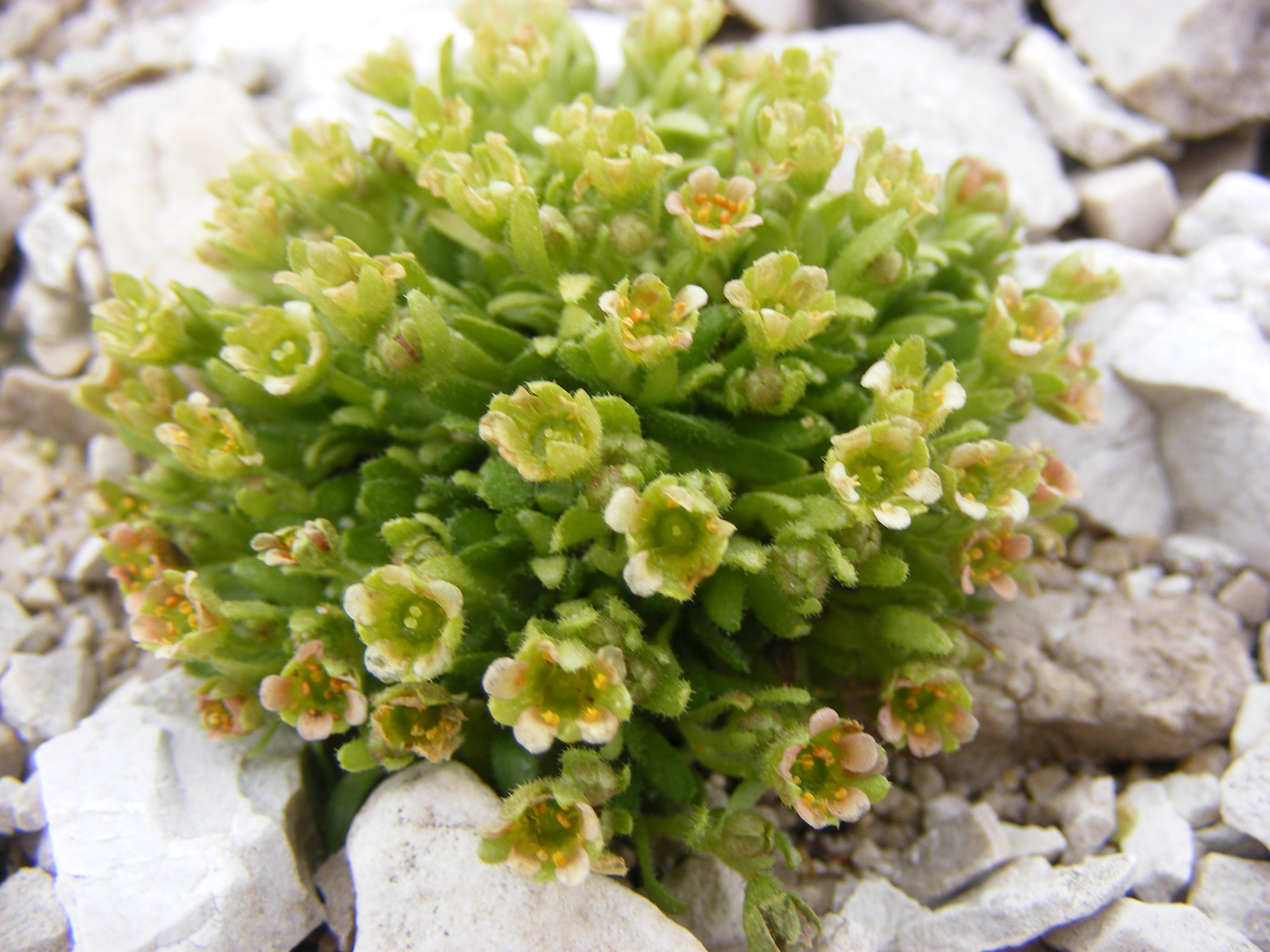
Facchinis Steinbrech (Saxifraga fachinii)
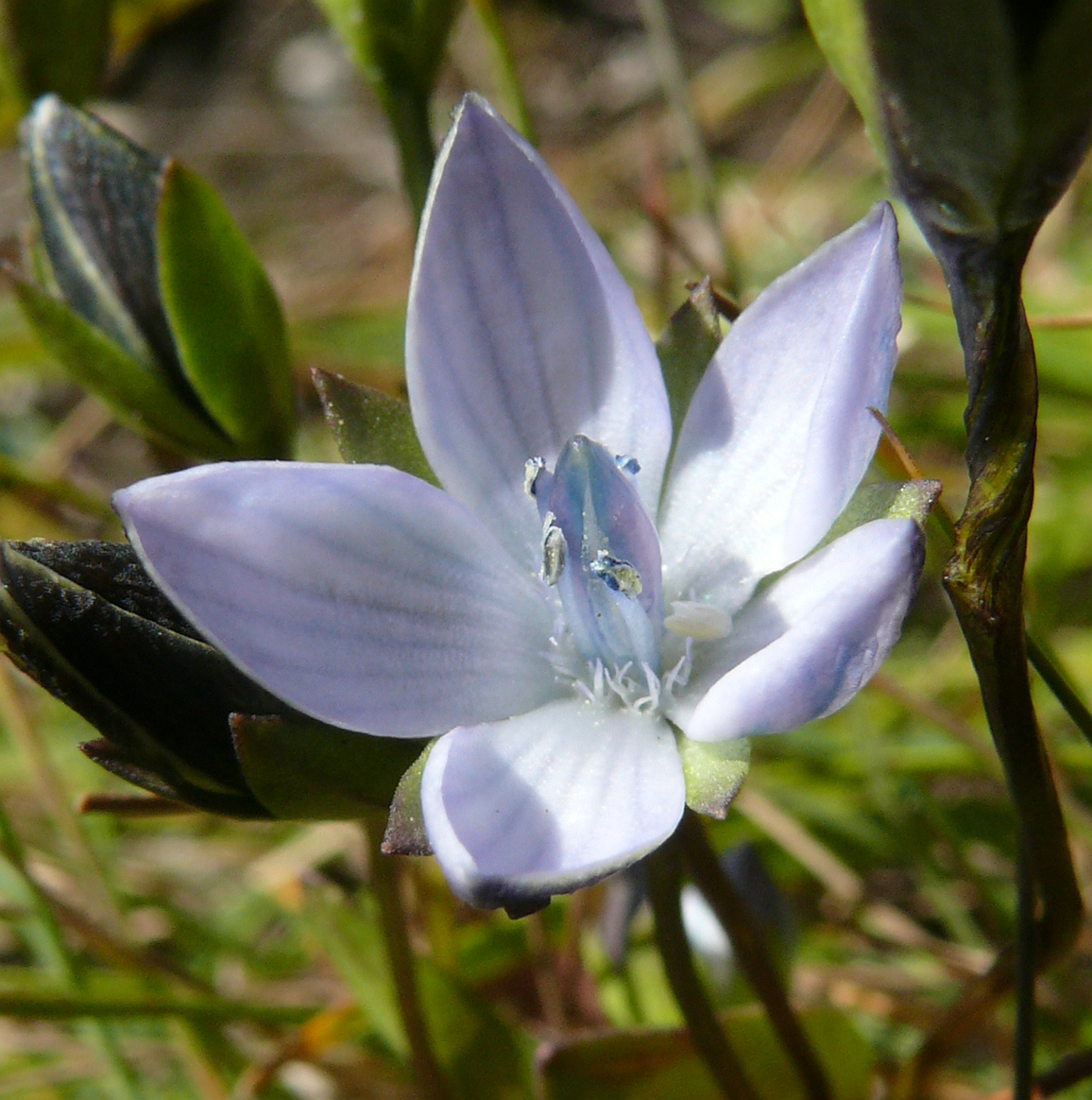
Kärntner Tauernblümchen (Lomatogonium carinthiacum)
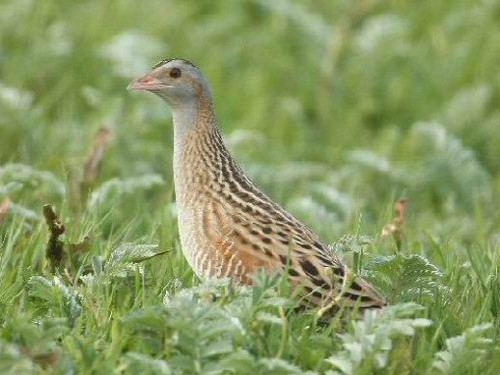
Wachtelkönig
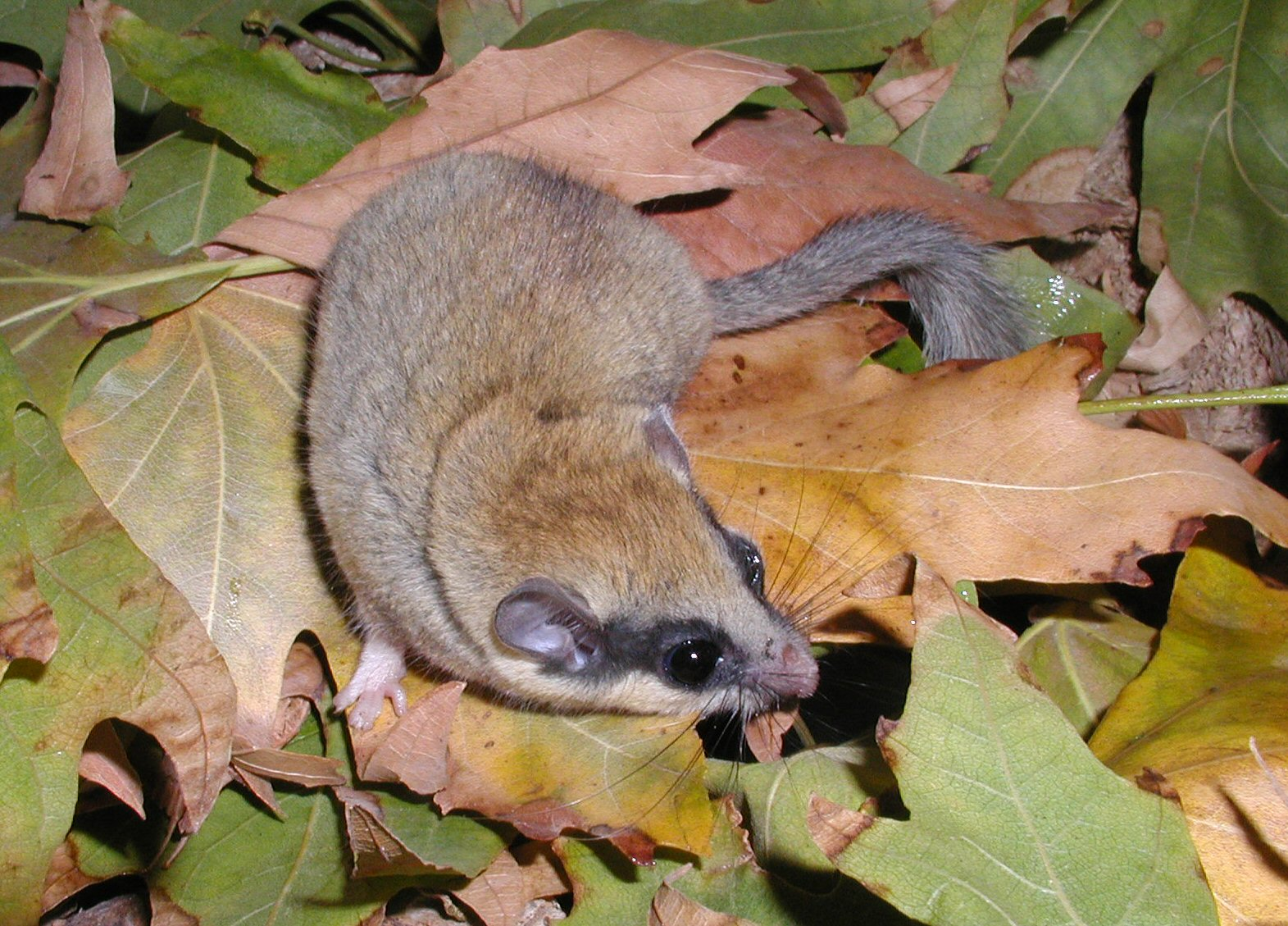
Baumschläfer

## Tourismus

### Schutzhütten
- Rifugio Camillo Giussani, 2580 m s.l.m., CAI, Tofane
- Rifugio Nuvolau, 2574 m s.l.m., CAI, Nuvolaugruppe
- Rifugio Averau, 2413 m s.l.m., privat, Nuvolaugruppe
- Rifugio Capanna Tondi, 2327 m s.l.m., privat, Sorapiss
- Rifugio Scoiattoli, 2255 m s.l.m., privat, Nuvolaugruppe
- Rifugio Son Forca, 2235 m s.l.m., privat, Cristallogruppe
- Rifugio Cinque Torri, 2137 m s.l.m., privat, Nuvolaugruppe
- Rifugio Faloria, 2132 m s.l.m., privat, Sorapiss
- Rifugio Duca d’Aosta, 2098 m s.l.m., privat, Tofane
- Rifugio Croda da Lago, 2046 m s.l.m., CAI, Croda-da-Lago-Gruppe
- Rifugio Dibona, 2083 m s.l.m., privat, Tofane
- Rifugio Vandelli, 1926 m s.l.m., CAI, Sorapiss

### Biwakhütten
- Bivacco Baracca degli Alpini, 2600 m s.l.m., Tofane
- Bivacco Slataper, 2600 m s.l.m., CAI, Sorapiss
- Bivacco Comici, 2050 m s.l.m., CAI, Sorapiss

### Wintersportgebiete
Mit den Tofane, der Nuvolau-, der Cristallo- und der Sorapiss-Gruppe sind der Großteil der zu den Ampezzaner Dolomiten gehörenden Berggruppen für den alpinen Skilauf erschlossen. Lediglich in der Croda-da-Lago-Gruppe und auf dem Pomagagnonzug finden sich weder Aufstiegsanlagen noch Pisten. Die Skigebiete gehören zum Verbund Dolomiti Superski.

## Alpinismus
Die alpinistische Erschließung der Ampezzaner Dolomiten begann nach 1835 mit der Eröffnung der Fahrstraße zwischen Toblach und Anpezo. Bis dahin war Ampezzo nur über schlechte Karrenwege erreichbar. Der Pionier unter den Bergsteigern war der Wiener Paul Grohmann, der 1863 zusammen mit dem Ampezzaner Francesco Lacedelli die Tofana di Mezzo bestieg. Bis 1865 folgten nach zum Teil mehrmaligen Anläufen die Besteigungen der beiden anderen Gipfel der Tofane, der Punta Sorapiss und des Monte Cristallo.
Die alpinistische Entdeckung der Ampezzaner Dolomiten ließ mit dem Bergführer ein ganz neues Berufsbild in Ampezzo entstehen. 1871 war es Fulgenzio Dimai, der mit Grohmann 1864 die Marmolata-Südwand bezwungen hatte, der vom Gerichtsbezirk Ampezzo die erste Lizenz eines Bergführers ausgestellt bekam. Zu den ersten Bergführern zählte neben Lacedelli und den Brüdern Angelo und Fulgenzio Dimai auch Santo Siorpaes, der 1870 mit dem Briten Edward R. Whitwell den Piz Popena in der Cristallogruppe, 1872 mit dem Schotten William Edward Utterson Kelso den Becco di Mezzodì in der Croda-da-Lago-Gruppe und 1874 mit Richard Issler den Monte Averau bestieg. 1874 war es die 21-jährige Hotelierstochter Anna Ploner aus Schluderbach, die als erste Frau den Monte Cristallo bestieg und damit die Tore für nachfolgende Bergsteigerinnen in den Dolomiten öffnen sollte.
Nachdem die höchsten Berge bestiegen waren, begann in der zweiten Hälfte der 1870er Jahre die Besteigung von alpinistisch schwierigeren Gipfeln. 1878 wurde die Cima di Ambrizzola in der Croda-da-Lago-Gruppe von P. Fröschels und F. Silberstein mit den Führern Arcangelo und Pietro Dimai bestiegen. 1884 führte Michael Innerkofler Baron Roland von Eötvös auf die Croda da Lago. Zu diesem Zeitpunkt hatten die Brüder Emil und Otto Zsigmondy bereits die Periode der Besteigungen ohne auf die Hilfe von Bergführern zurückzugreifen eingeleitet.
Zur Erschließung der Ampezzaner Dolomiten trug wesentlich der Deutsche und Oesterreichische Alpenverein (DuOeAV) bei. 1883 wurde durch die ein Jahr zuvor gegründete Sektion Ampezzo des DuOeAV auf dem Monte Nuvolau mit der Sachsendank-Hütte, die erste Schutzhütte in den Ampezzaner Dolomiten eröffnet. 1886 folgte mit der Tofana-Hütte eine weitere Hütte. 1891 eröffnete die Sektion Pfalzgau des DuOeAV die Pfalzgau-Hütte im Sorapiss und 1903 erwarb die Sektion Reichenberg eine Hütte in der Croda-da-Lago-Gruppe. Die 1907 im Val Travenanzes von der Sektion Dresden des Österreichischen Touristenklubs eröffnete Wolf-Glanvell-Hütte wurde im Ersten Weltkrieg zerstört und danach nicht wieder aufgebaut. Nach dem Ersten Weltkrieg und dem Anschluss Ampezzos an das Königreich Italien wurde alle DÖAV-Hütten enteignet und dem Club Alpino Italiano (CAI) übergeben.
Mit Georg Winkler und Robert Hans Schmitt tauchten zwischen 1886 und 1887 zwei weitere bedeutende Alpinisten ihrer Zeit in den Ampezzaner Dolomiten auf, die zu den Pionieren im Alpinklettern zählen. Schmitt durchkletterte als Erster die Südwand des Monte Cristallo. Anfang der 1890er Jahre begann das systematische Studium einzelner Berggruppen. In den Ampezzaner Dolomiten war es Wenzel Eckerth, der die Cristallo-Gruppe detailliert beschrieb. Der württembergische General Theodor von Wundt leitete zugleich die Winterbesteigungen in den Bergen rund um Ampezzo ein. Unter anderem bestieg er die Tofane und den Cristallo. Seinem Beispiel folgte die Niederländerin Jeanne Immink mit der ersten Winterbesteigung der Croda da Lago im Dezember 1891.
1893 entdeckte der Komponist und Hobby-Bergsteiger Leone Sinigaglia die Ampezzaner Dolomiten für die italienischen Alpinisten. Er eröffnete unter anderem einige neue Kletterrouten in der Croda-da-Lago- und in der Cristallo-Gruppe. Bis zum Ersten Weltkrieg waren es Antonio Berti, Angelo Dibona, Antonio Dimai, Wolf von Glanvell, Sepp Innerkofler, Tita Piaz, Günther von Saar, Adolf Witzenmann, deren Namen mit den Ampezzaner Dolomiten verbunden sind.
Mit dem italienischen Kriegseintritt am 24. Mai 1915 wurden auch Teile der Ampezzaner Dolomiten mit den Tofanen und der Cristallo-Gruppe zum Frontgebiet. Der Alpinismus trat nun in den Schatten militärischer Ziele. Nach dem Krieg blieb es alpinistisch bis Anfang der 1920er Jahre ruhig in der Gruppe. Ab Mitte der 1920er Jahre begannen dann vor allem italienische Bergsteiger, die nun zum Königreich Italien gehörenden Ampezzaner Dolomiten zu erkunden. Zugleich wurden technisch immer anspruchsvollere Routen im sechsten Schwierigkeitsgrad in Angriff genommen. Unter den technisch versiertem Kletterern sind Emilio Comici, der 1929 eine neue Route auf den Dito di Dio im Sorapiss erschloss, und die Ampezzaner Brüder Angelo und Giuseppe Dimai.
1939 wurde in Cortina d’Ampezzo von Ampezzaner Kletterern die Klettergilde der Scoiattoli (it. für Eichhörnchen) gegründet. Neben der Kletterei wurde auch der alpine Skilauf gefördert. Mitglieder der Scoiattoli, darunter Alziro Molin oder Lino Lacedelli – 1954 mit Achille Compagnoni Bezwinger des K2 – erschlossen zahlreiche Kletterrouten unterschiedlichster Schwierigkeitsgrade in den Ampezzaner Dolomiten.

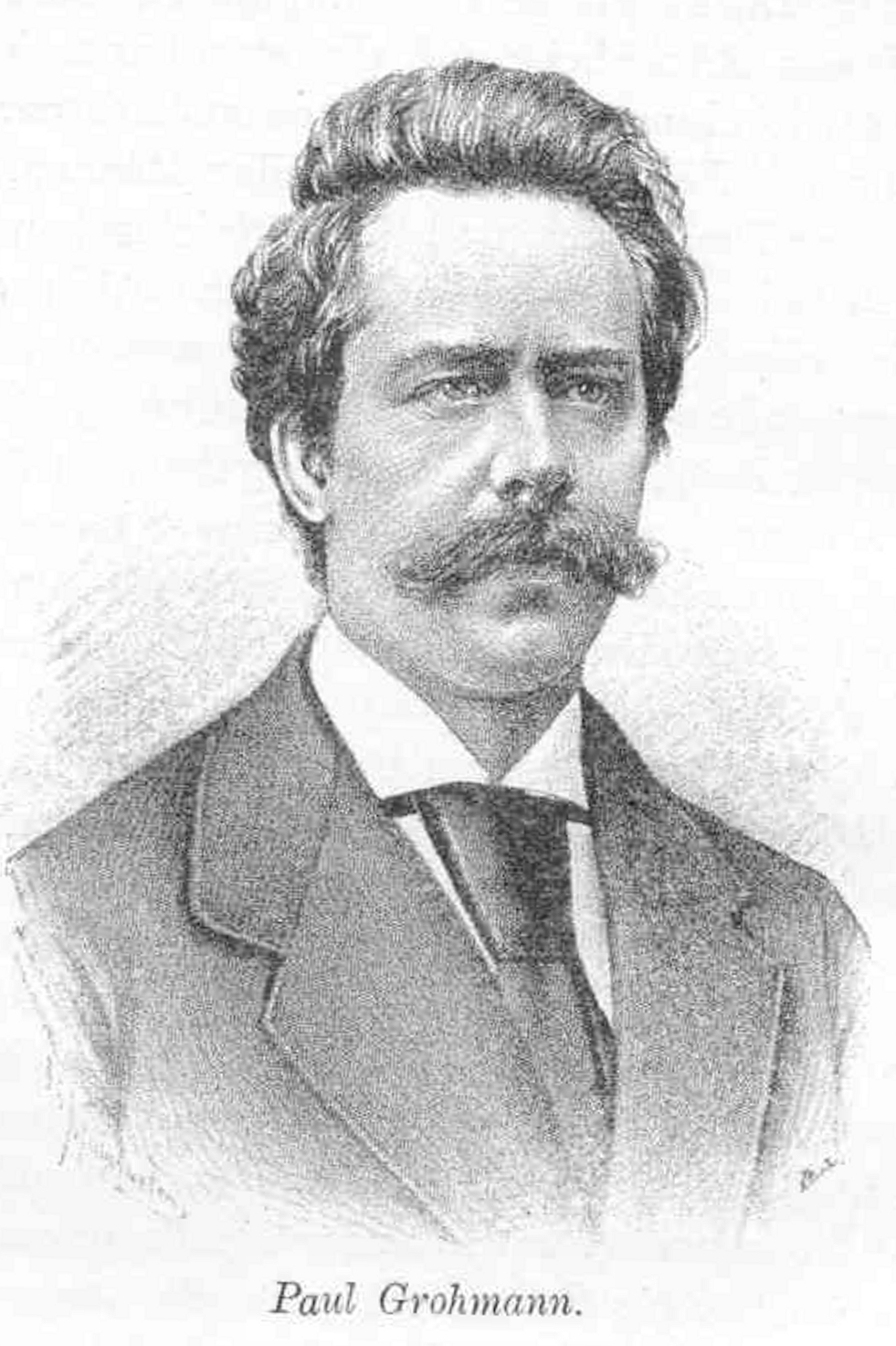
Paul Grohmann
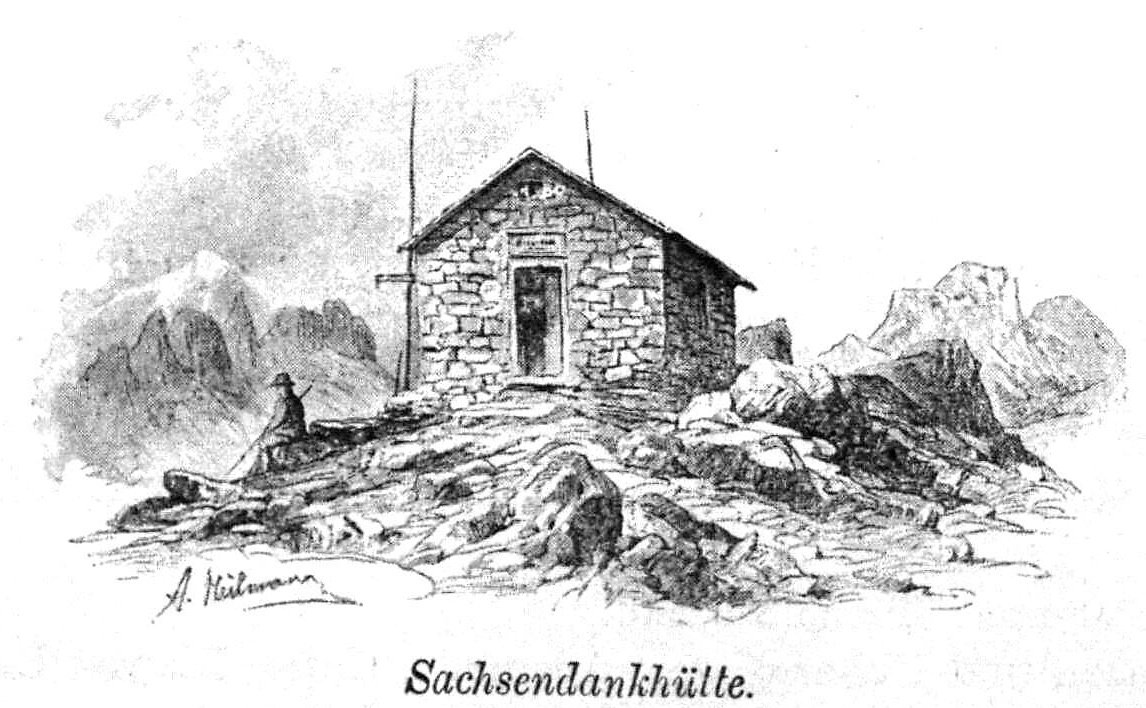
Sachsendank-Hütte, um 1894
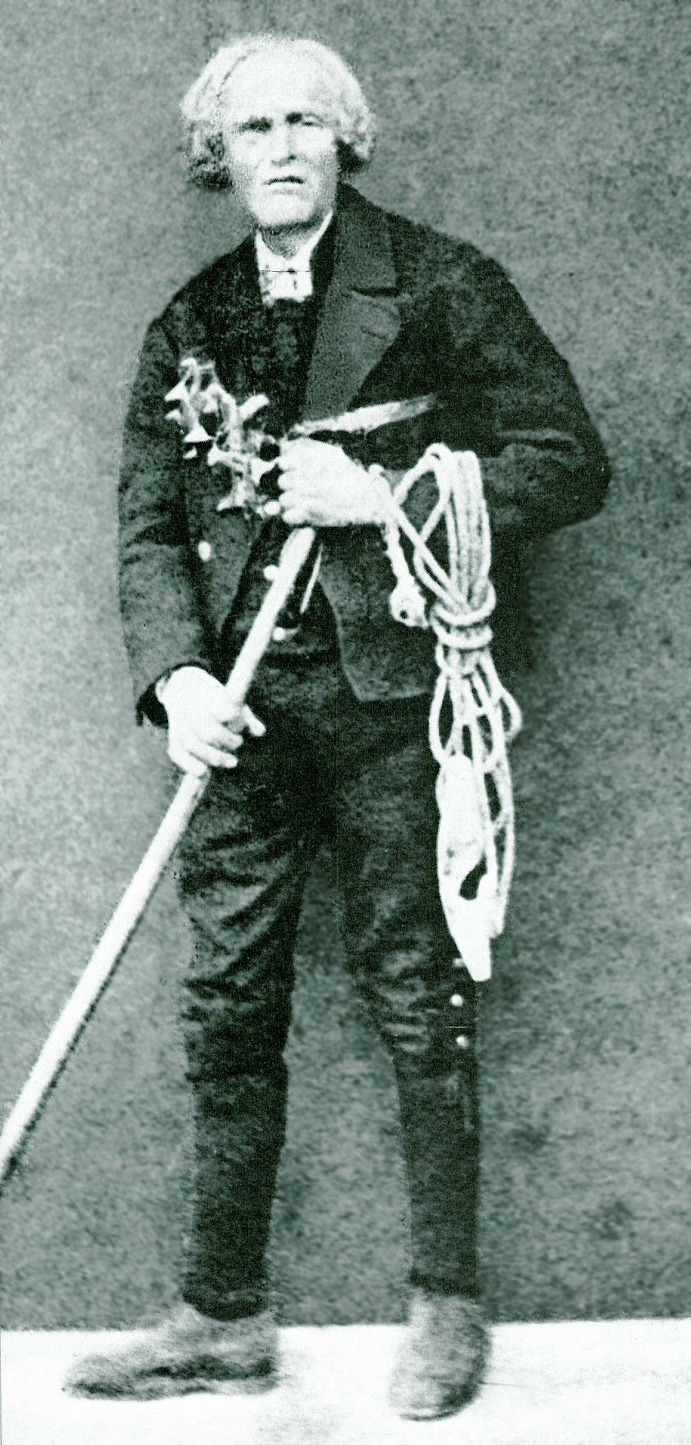
Francesco Lacedelli
Wolf-Glanvell-Hütte, um 1908
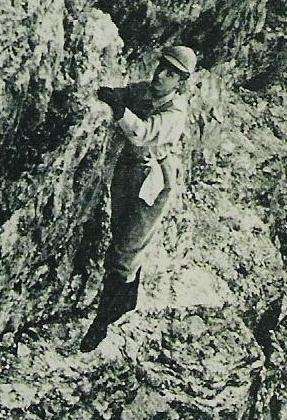
Jeanne Immink

## Geschichte
Die ersten menschlichen Spuren in den Ampezzaner Dolomiten stammen aus der Mittelsteinzeit, als aus dem Süden kommende Jäger sich in den Sommermonaten hier niederließen, um hier Hirsche, Gämsen und andere Tiere zu jagen. Die in den 1980er Jahren am Rand der Croda-da-Lago-Gruppe unter einem Abri gefundene Grabstätte Mondeval de Sora eines steinzeitlichen Jägers, bekannt als Mann von Mondeval (it. Uomo di Mondeval) ist das bekannteste Zeugnis aus dieser Zeit.